# Giambattista Fanales
Gianbattista Fanales (Caltagirone, 21 febbraio 1900 – Caltagirone, 13 aprile 1970) è stato un politico italiano.
Dopo la Laurea in Medicina e chirurgia, presso l'Università degli Studi di Catania, ritornò nel paese natale per svolgere la professione di medico. Militante del partito comunista, durante il fascismo fu incarcerato e pur di non sconfessare le sue idee rifiutò di richiedere la grazia, nonostante le pressioni di amici e familiari, scontò 6 anni di carcere, oltre alla proibizione di esercitare la professione di medico.
Nella sua attività di medico fu costantemente impegnato nel servizio gratuito ai meno abbienti, tanto da meritarsi l'appellativo di "medico dei poveri"
Nel secondo dopoguerra fu attivamente impegnato in politica, rivestendo tra l'altro la carica di consigliere comunale di Caltagirone e segretario del PCI per la Sicilia.
Eletto alla Camera dei deputati nel 1963, fu attivamente impegnato in iniziative legislative riguardanti soprattutto la salute pubblica e membro della commissione parlamentare XIV (igiene e sanità). La sua elezione fu particolarmente significativa in quanto avvenuta in un collegio storicamente democristiano.